# Dicranota (Rhaphidolabis) ontakensis
Dicranota (Rhaphidolabis) ontakensis is een tweevleugelige uit de familie Pediciidae. De soort komt voor in het Palearctisch gebied.